# Through the Eyes
Through the Eyes es el primer álbum de estudio de un sello discográfico importante de la banda de rock estadounidense Flaw. El álbum fue lanzado el 30 de octubre de 2001 en Universal, Uptown y Republic Records. Descrito como nu metal, Through the Eyes tiene voces melódicas, riffs de guitarra agresivos, gritos, instrumentación melódica y letras extraídas de la vida del vocalista Chris Volz.
Flaw comenzó en 1996, cuando el vocalista Volz respondió a un anuncio puesto por el guitarrista de la banda Jason Daunt para otro guitarrista. La banda grabó entonces su primer disco independiente, American Arrogance. En el año 2000, Flaw fue notado por Republic y Universal Records y firmó un contrato de grabación. Con el productor David Bottrill, grabaron en Sound City en Los Angeles a principios de 2001.
Para promover Through the Eyes, Flaw lanzó «Payback» y «Whole» y grabó videos musicales para los sencillos. Through the Eyes tuvo un éxito moderado, alcanzando el número 119 en el Billboard 200 y el número uno en la lista de Top Heatseekers. El álbum vendió más de 150 000 copias. Through the Eyes recibió críticas mixtas y positivas de los críticos, que elogiaron su voz e instrumentación.

## Trasfondo y grabación
Muchas de las letras de Through the Eyes están tomadas de la difícil infancia de Chris Volz. Cuando tenía once o doce años, su madre adoptiva se suicidó. Volz comenzó a abrazar la música rock agresiva y a rebelarse contra las figuras de autoridad, incluyendo a sus maestros y a su padre, Joe. Joe envió a Chris a la escuela militar, pero Chris huyó. Joe luego envió a su hijo a varios centros de detención de jóvenes y, cuando Chris tenía catorce años, a un centro de rehabilitación de drogas a largo plazo. El joven Volz se escapó del centro y la policía lo recogió y lo puso en un centro de detención juvenil. El tribunal dictaminó que Volz no era candidato para la rehabilitación y la policía le ordenó a Joe que lo llevara de regreso, lo que lo amargaba hacia su hijo. A medida que Volz creció, su relación con Joe mejoró y su padre fue el padrino de su boda.

## Música y letras
| "Diría que es un álbum muy diverso en términos de contenido musical. Quiero decir que tocamos muchas áreas diferentes, desde un sonido realmente sencillo heavy metal hasta todo tipo de capas y texturas diferentes. A todos nos gustan diferentes tipos de música, así que no queríamos hacer un álbum con un solo tipo de sonido. Queríamos que fuera muy diverso porque la vida es así. Hay momentos en los que te sientes enfadado, cuando te sientes triste, cuando te sientes feliz o incluso perdido. Queríamos incorporar todos esos sentimientos en un sonido que realmente le diera a la industria la posibilidad de catalogarnos".—El vocalista de Flaw, Chris Volz, hablando sobre el álbum. |

Descrito como nu metal, Through the Eyes incluye cantos, gritos, riffs de guitarra agresivos e instrumentación melódica. «Get Up Again» y «Reliance» tienen un sonido agresivo, y «My Letter» y «Best I Am» son más suaves. El álbum ha sido comparado con la música de Disturbed y Tool.
La letra de Through the Eyes está extraída de la vida del vocalista Chris Volz, incluyendo su infancia; «Whole» trata del suicidio de su madre adoptiva. Volz dijo sobre la canción: «Todo en esa canción toca desde la tristeza a la ira, a la pena, a la culpa y a la confusión. Sólo quería profundizar en ella lo más posible y aún así poder volver. Ella fue la que me metió en la música. Ella era una cantante de ópera, y el hecho de que yo me haya metido de lleno en la música ha mantenido una parte de ella viva dentro de mí.»
Según Jon Wiederhorn de MTV, «Inner Strength», «Get Up Again» y «Reliance» tratan sobre el trauma y la frustración: «Si el arte pudiera imitar con precisión los muchos matices de la vida, Through the Eyes de Flaw sería uno de los registros más poderosos y traumatizantes del nu metal.» Volz dijo sobre el significado de «Get Up Again»: «Se trata de no dejar nunca que una cosa o una circunstancia se lleve lo mejor de ti y tratar de convertir lo negativo en algo positivo. Así que, ya sea porque fui adoptado o por el suicidio de mi madre cuando era más joven o por tener que llevar a mi padre a los tribunales para poder hacerme cargo de mi vida, esa canción es un poco para tratar con los problemas de la vida y nunca sentir lástima por ti mismo y realmente salir adelante.» Dijo que «Inner Strength» trata sobre «encontrar tu propio camino y desarrollar realmente esa "fuerza interior" que forma parte de tu personalidad»; «Only the Strong» trata «realmente sobre darse cuenta de que tienes el poder de sentirte sobre ti mismo de la manera que quieres y que todos los demás pueden irse a la mierda. Hay tanta gente que tratará de derribarte, así que en vez de escuchar lo que esas personas tienen que decir, además de la familia, los amigos y los seres queridos. El hecho de saber que eres fuerte y que eso ayudará a todos a sobrevivir.»

## Promoción, lanzamiento y recepción crítica

### Promoción y lanzamiento
Through the Eyes fue publicado por Universal, Uptown y Republic Records el 30 de octubre de 2001. Dos canciones tienen videos musicales: «Payback» y «Whole». El video musical de «Payback» se estrenó en el verano de 2001. El álbum alcanzó el número 119 en el Billboard 200 el 15 de junio de 2002 y el número uno en la lista de los Heatseekers Albums el 22 de junio de 2002. Vendió 7000 copias por semana durante varias semanas, y ha vendido más de 150 000 copias. «Only the Strong» aparece en la banda sonora de The Scorpion King, que vendió 90 000 copias en la semana siguiente a su lanzamiento. La banda sonora alcanzó el número ocho en el Billboard 200 antes de subir al número cinco. La canción «Get Up Again» aparece en la banda sonora del videojuego MX Unleashed de 2004.

### Recepción crítica
Through the Eyes recibió críticas mixtas y positivas de los críticos. Según Mark Jenkins, del Washington Post, «Al igual que Sevendust, Flaw aparentemente sigue dolido por los traumas de la infancia» y, en última instancia, «Flaw baja la guardia». La página web del PRP ha dado a Through the Eyes 3,5 de 5, y ha dicho que el álbum «es una muestra fuerte de una banda que tiene mucho que ofrecer». Elogió la musicalidad del álbum, diciendo que el único «defecto» era que Flaw «podría beneficiarse de recortar algo de la proverbial masa grasa un poco más cerca del hueso la próxima vez que salgan, porque en su estado actual, a veces pueden sentirse un poco demasiado cansados e inútiles.» AntiGUY de AntiMUSIC le dio a Through the Eyes cuatro caritas sonrientes y escribió que el álbum «es el perfecto argumento en contra [sic] para aquellos que casualmente descartarían el género del nu metal como sólo guitarras afinadas que golpean sin cesar los acordes de poder y las voces gritonas primarias.» AntiGUY elogió las voces de Volz, comparando Flaw con Factory 81 y A Perfect Circle. Según Brian O'Neill de AllMusic, «Algunos temas pegadizos - como el single principal, "Payback", y el espeluznante "My Letter" - están rodeados de relleno que no se adhiere.» Sin embargo, O'Neill llamó al canto de Volz «poderoso y melodioso». Andy Schwegler escribió que Through the Eyes «es perfecto si quieres trece pistas de interferencia para tu coche, pero a la larga se agota.»

## Portada del álbum
La portada del álbum muestra a un joven de aspecto pensativo con la boca cerrada con cremallera. Volz dijo que así se sintió durante la mayor parte de su infancia.

## Listado de pistas
| N.º   | Título                                                                       | Duración |  |
| 1.    | «Only the Strong»                                                            | 4:21     |  |
| 2.    | «Payback»                                                                    | 4:02     |  |
| 3.    | «My Letter»                                                                  | 4:35     |  |
| 4.    | «Get Up Again»                                                               | 2:57     |  |
| 5.    | «Whole»                                                                      | 3:52     |  |
| 6.    | «Amendment»                                                                  | 5:20     |  |
| 7.    | «Scheme»                                                                     | 3:48     |  |
| 8.    | «What I Have to Do»                                                          | 5:41     |  |
| 9.    | «Inner Strength»                                                             | 3:43     |  |
| 10.   | «Best I Am»                                                                  | 4:36     |  |
| 11.   | «Out of Whack»                                                               | 3:48     |  |
| 12.   | «Reliance»                                                                   | 3:26     |  |
| 13.   | «One More Time (Pista oculta: "Only the Strong" [versión de piano] en 6:19)» | 11:09    |  |
| 61:18 |                                                                              |          |  |

Bonus track edición japonesa
| N.º   | Título    | Duración |  |
| 14.   | «No Time» | 4:08     |  |
| 15.   | «Away»    | 3:09     |  |
| 68:35 |           |          |  |

## Personal
Adaptado de AllMusic.
- Chris Volz - voz principal, compositor
- Jason Daunt - guitarra
- Ryan Jurhs - bajo, voces secundarias
- Chris Ballinger - batería
- Lance Arny - guitarra

Producción
- David Bottrill - ingeniero, mezcla, productor
- Philip Broussaard - asistente de ingeniero, asistente de productor, mezcla
- Sandy Brummels - directora creativa
- Bob Ludwig - masterización
- Justin Pynes - asistente

Arte
- Clay Patrick McBridge - fotografía
- Karen Walker - directora de arte, diseño

## Posiciones
| Posiciones (2002)  | Posición máxima |
| ------------------ | --------------- |
| Billboard 200      | 119             |
| Heatseekers Albums | 1               |